# Blatchinworth and Calderbrook
Blatchinworth and Calderbrook var en civil parish från 1866 till 1894 då den blev en del av Littleborough, i grevskapet Lancashire (nu Greater Manchester), i England. Denna civil parish var belägen 22 km från Manchester och hade 8 384 invånare år 1891.